# Jean VI Rolin
Pour les articles homonymes, voir Jean Rolin (homonymie).
Jean VI Rolin ou Rollin, souvent dénommé  Jean II Rolin, pour le différencier dans l'ordre successoral au titre d'évêque d'Autun et d'abbé de l'abbaye Saint-Martin d'Autun, ainsi que  prieur de Saint-Marcel-lès-Chalon de son père le cardinal Rolin, est un évêque français, né vers 1450, décédé le 4 avril 1501.

## Biographie
Fruit d'une liaison que cardinal Jean V Rolin entretint avec une religieuse d'Avignon (Raymonde de Roucy  ou Roussy), il fut légitimé par le roi Charles VIII en 1485. 
Il passa sa jeunesse à la cour de Bourgogne, et remporta le tournoi organisé par Jean de Luxembourg pour la fête de la Toison d'or en 1472, à Valenciennes.
En 1477, après la mort de Charles le Téméraire, il reste au service de Marguerite d'York et devint maître des requêtes du duc d'Autriche.
Il obtint une prébende en 1482 à la Collégiale Notre-Dame de Beaune et le décanat de la collégiale Notre-Dame de Semur-en-Auxois. C'est l'évêque Antoine Ier de Chalon qui lui donne son appui pour l'obtention du décanat de l'église cathédrale Saint-Lazare d'Autun en 1484. Les États de Bourgogne le désigne comme ambassadeur auprès de Charles VIII de France dont il devint rapidement le conseiller. Il entra au Parlement de Paris et y gravit tous les échelons.
Il fut évêque d'Autun du 8 juin 1500 à la date de sa mort le 4 avril 1501 quelque temps après avoir reçu le pallium de l'évêque de Chalon :
poste obtenu avec difficultés, car Antoine de Chalon avait résigné en faveur d'Olivier de Vienne, chanoine de Lyon, et le pape Alexandre VI, lui avait donné des Bulles. Ce furent les chanoines non consultés qui firent pression avec les prières de Louis XII de France pour élire librement leur évêque en la personne de leur doyen. Le Pape révoqua les provisions et porta l'évêché en faveur de Jean Rolin, à la suite du décès d'Olivier de Vienne. Il habita tout au long de son décanat et de son épiscopat la même maison du cloître
Dans son testament, Jean Rolin demandait à recevoir des funérailles modestes et à être inhumé en la cathédrale Saint-Lazare d'Autun, dans la chapelle de la Sainte-Croix, située dans le bas-côté Est, qu'il avait mis sous le patronage de saint Martin. Selon ses désirs, il fut accompagné lors de la cérémonie funèbre par trente pauvres, six enfants d'aube, les prières des frères Mineurs, installés récemment dans la cité. Il fondait anniversaire dans les abbayes suivantes : abbaye Saint-Martin d'Autun ; abbaye Saint-Symphorien d'Autun ; abbaye Saint-Andoche d'Autun.

## Fonctions
- 1473  - Conseiller clerc au Parlement de Malines
- 1481  - Directeur du Collège de Navarre à Paris, docteur in utroque jure[réf. nécessaire]
- 1481  - Prieur du prieuré Saint-Marcel-lès-Chalon et abbé de l'abbaye Saint-Martin d'Autun sur résignation de son père.
- 1481  - Ambassadeur de Maximilien et Marie d'Autriche à la cour de Rome
- 1481  - Protonotaire apostolique
- 1483  - Participe aux États de Bourgogne
- 1484  - Ambassadeur des États de Bourgogne, auprès du roi de France
- 1485  - Participe aux États de Bourgogne
- 1490  - Participe aux États de Bourgogne
- 1493  - Participe aux États de Bourgogne
- 1494  - Procureur de l'archevêque de Lyon André d'Espinay
- 1496  - Président de la Chambre des requêtes au Parlement de Paris

## Armoiries
" D'azur à 3 clefs d'or en pal  (alias: posées 2&1; alias 2 en chef 1 en pointe)  " armes brisées.
Devise
" Tibi soli " (" A toi seul")

## Sources
- Étienne Pattou, Généalogie des Rollin (alias Rolin), 2010[4]
- AD Côte d'Or, B 85, fol5v; B 289; B 2483, fol217v; B 2497, fol 16r; B 4112, fol 47v.
- AD Saône et Loire, H supp 5, abbaye Saint-Martin, testament de Jean Rolin . 5 G311, 5 G 312, 5 G 313.
- AD Nord, B 345.
- AD Rhône, 10 G 1377.
- AN, LL 126, p. 345